# Campeonato Nacional de Peso Ligero
El Campeonato Nacional de Peso Ligero (Mexican National Lightweight Championship en inglés) es un campeonato individual de lucha libre profesional mexicana creado y sancionado por la Comisión de Box y Lucha Libre de México D.F. Aunque la Comisión sanciona el título, no promueve los eventos en los que se defiende el título. Como es un campeonato de lucha libre profesional, no se gana legítimamente; en su lugar, se gana mediante un final escrito en una lucha o se otorga a un luchador debido a una historia. La definición oficial de la categoría de peso ligero en México es entre 63 kg (139 lb) y 70 kg (150 lb), pero los límites de peso para las diferentes categorías no siempre se aplican estrictamente. Recientemente, el campeonato se ha disputado entre luchadores de la división Mini-Estrellas.

## Historia
El Campeonato Nacional de Peso Ligero de México se creó en 1937, lo que lo convierte en uno de los campeonatos de lucha libre más antiguos que todavía están activos hoy en día. Consejo Mundial de Lucha Libre (CMLL) tiene el control promocional del campeonato, mientras que la Comisión solo sirve para aprobar a los campeones y supervisar las luchas por el título. Jack O'Brien fue reconocido como el primer campeón en 1937, después de ganar un torneo sancionado por la Comisión de Box y Lucha Libre México D.F. y promovido por CMLL. El título ha quedado vacante en varias ocasiones, la mayoría de las veces porque el campeón subió de categoría de peso, una vez porque el campeón no era ciudadano mexicano y una vez porque el campeón reinante, Guerrero Samurai, murió en un accidente automovilístico.

## Campeones
El reinado más largo en la historia del campeonato le pertenece a Eléctrico, quien mantuvo el campeonato por 3042 días en su primer reinado.
Rodolfo Ruiz es el luchador con más reinados, con 3, seguido por Jack O'Brien, Dientes Hernández, Juan Diaz, Chanoc, Estrella Blanca, Tauro, Flama Azul y Guerrero Samurai, todos con 2 reinados.

### Campeón actual
El campeón actual es Rayo Metálico, quien se encuentra en su primer reinado como campeón. Rayo Metálico ganó el campeonato el 27 de septiembre de 2024 en la "Noche de Campeones". Arrebatandole el título a Futuro.
Rayo Metálico registra hasta el 11 de octubre de 2024 las siguientes defensas televisadas:

### Lista de campeones
|    | Luchador               | N.º | Fecha                    | Días | Show o evento                  | Notas y referencias                                                                               |
| -- | ---------------------- | --- | ------------------------ | ---- | ------------------------------ | ------------------------------------------------------------------------------------------------- |
| 1  | Jack O'Brien           | 1   | 28 de junio de 1937      | 293  | House Show                     |                                                                                                   |
| 2  | Dientes Hernández      | 1   | 17 de abril de 1938      | 120  | House Show                     |                                                                                                   |
| 3  | Jack O'Brien           | 2   | 15 de agosto de 1938     | 629  | House Show                     |                                                                                                   |
| 4  | Bobby Bonales          | 1   | 5 de mayo de 1940        | 231  | House Show                     |                                                                                                   |
| 5  | Dientes Hernández      | 2   | 22 de diciembre de 1940  | 656  | House Show                     |                                                                                                   |
| 6  | Adolfo Bonales         | 1   | 9 de octubre de 1942     | 233  | House Show                     |                                                                                                   |
| 7  | Joe Silva              | 1   | 30 de mayo de 1943       | 334  | House Show                     |                                                                                                   |
| 8  | Raúl Romero            | 1   | 28 de abril de 1944      | 717  | House Show                     |                                                                                                   |
| 9  | Emilio Charles         | 1   | 15 de abril de 1946      | N/A  | House Show                     |                                                                                                   |
| —  | Vacante                | —   | 1948                     | —    | N/A                            | Campeonato vacante por razones desconocidas.                                                      |
| 10 | Joe Marin              | 1   | 5 de agosto de 1948      | 714  | House Show                     |                                                                                                   |
| 11 | Black Shadow           | 1   | 20 de julio de 1950      | N/A  | House Show                     |                                                                                                   |
| —  | Vacante                | —   | 1954                     | —    | N/A                            | Campeonato vacante por razones desconocidas.                                                      |
| 12 | Juan Díaz              | 1   | Junio de 1957            | N/A  | House Show                     |                                                                                                   |
| 13 | Mishima Ota            | 1   | 6 de octubre de 1957     | N/A  | House Show                     |                                                                                                   |
| —  | Vacante                | —   | 1958                     | —    | N/A                            | El campeonato fue declarado vacante por la comisión ya que Mishima Ota no era ciudadano mexicano. |
| 14 | Juan Díaz              | 2   | 17 de mayo de 1958       | 1979 | House Show                     | Derrotó a Jesús García por el campeonato vacante.                                                 |
| 15 | Chanoc                 | 1   | 17 de octubre de 1963    | 110  | House Show                     |                                                                                                   |
| 16 | Ulises                 | 1   | 4 de febrero de 1964     | 271  | House Show                     |                                                                                                   |
| 17 | Chanoc                 | 2   | 1 de noviembre de 1964   | 73   | House Show                     |                                                                                                   |
| 18 | Rodolfo Ruiz           | 1   | 13 de enero de 1965      | 90   | House Show                     |                                                                                                   |
| 19 | Alberto Muñoz          | 1   | 13 de abril de 1965      | 299  | House Show                     |                                                                                                   |
| —  | Vacante                | —   | 6 de febrero de 1966     | —    | N/A                            | Campeonato vacante después de que Alberto ganara el Campeonato Nacional de Peso Wélter.           |
| 20 | Rolando Costa          | 1   | 3 de abril de 1966       | 28   | House Show                     |                                                                                                   |
| 21 | Raúl Rojas             | 1   | 1 de mayo de 1966        | 658  | House Show                     |                                                                                                   |
| 22 | Raúl Guerrero          | 1   | 18 de febrero de 1968    | 184  | House Show                     |                                                                                                   |
| 23 | Estrella Blanca        | 1   | 20 de agosto de 1968     | 396  | House Show                     |                                                                                                   |
| 24 | Rodolfo Ruiz           | 2   | 20 de septiembre de 1969 | 690  | House Show                     |                                                                                                   |
| 25 | Estrella Blanca        | 2   | 11 de agosto de 1971     | 609  | House show                     |                                                                                                   |
| 26 | Tauro                  | 1   | 11 de abril de 1973      | 647  | House Show                     |                                                                                                   |
| 27 | Dardo Aguilar          | 1   | 18 de enero de 1975      | 138  | House show                     |                                                                                                   |
| 28 | Tauro                  | 2   | 5 de junio de 1975       | 513  | House show                     |                                                                                                   |
| 29 | Flama Azul             | 1   | 30 de octubre de 1976    | 162  | House show                     |                                                                                                   |
| 30 | Américo Rocca          | 1   | 10 de abril de 1977      | 82   | House show                     |                                                                                                   |
| 31 | Flama Azul             | 2   | 1 de julio de 1977       | 82   | House show                     |                                                                                                   |
| 32 | Mario Valenzuela       | 1   | 21 de septiembre de 1977 | 343  | House show                     |                                                                                                   |
| 33 | Talismán               | 1   | 30 de agosto de 1978     | 221  | House show                     |                                                                                                   |
| 34 | Rodolfo Ruiz           | 3   | 8 de abril de 1979       | 431  | House show                     |                                                                                                   |
| 35 | Chamaco Valaguez       | 1   | 12 de junio de 1980      | N/A  | House show                     |                                                                                                   |
| —  | Vacante                | —   | Febrero de 1982          | —    | N/A                            | Debido a que Chamaco dejó la división de peso ligero.                                             |
| 36 | Aristóteles            | 1   | 2 de mayo de 1982        | N/A  | House show                     |                                                                                                   |
| —  | Vacante                | —   | Julio de 1983            | —    | N/A                            | Debido a que Aristóteles dejó la división de peso ligero.                                         |
| 37 | Fuerza Guerrera        | 1   | 6 de noviembre de 1983   | N/A  | House show                     | Derrotó a Águila Venezolana en la final de un torneo.                                             |
| —  | Vacante                | —   | Mayo de 1984             | —    | N/A                            | Debido a que Fuerza Guerrera dejó la división de peso ligero.                                     |
| 38 | El Módulo              | 1   | 18 de agosto de 1984     | 211  | House show                     | Derrotó a Águila Venezolana en la final de un torneo.                                             |
| 39 | Pegaso I               | 1   | 17 de marzo de 1985      | 118  | House show                     |                                                                                                   |
| 40 | El Khalifa             | 1   | 13 de julio de 1985      | 277  | House show                     |                                                                                                   |
| 41 | Guerrero Samurai       | 1   | 16 de abril de 1986      | 480  | House show                     |                                                                                                   |
| 42 | El Pantera II          | 5   | 9 de agosto de 1987      | 298  | House show                     |                                                                                                   |
| 43 | Guerrero Samurai       | 2   | 2 de junio de 1988       | 905  | House show                     |                                                                                                   |
| —  | Vacante                | —   | 24 de noviembre de 1990  | —    | N/A                            | Debido al fallecimiento de Guerrero Samurai en un accidente automovilístico.                      |
| 44 | Flash                  | 1   | 14 de julio de 1991      | N/A  | House show                     | Derrotó a Guerrero Samurai II por el campeonato vacante.                                          |
| —  | Vacante                | —   | 1993                     | —    | N/A                            | Campeonato vacante por razones desconocidas.                                                      |
| 45 | Damiancito El Guerrero | 1   | 7 de mayo de 1998        | 937  | Super Viernes                  | Derrotó a El Oriental en la final de un torneo. Durante su reinado cambió de nombre a Virus.      |
| 46 | Ricky Marvin           | 1   | 29 de noviembre de 2000  | 369  | House show                     |                                                                                                   |
| 47 | Loco Max               | 1   | 3 de diciembre de 2001   | N/A  | Lunes Arena Puebla             |                                                                                                   |
| —  | Vacante                | —   | 2004                     | —    | N/A                            | Campeonato vacante por razones desconocidas.                                                      |
| 48 | Pierrothito            | 1   | 23 de septiembre de 2008 | 1766 | Martes Arena México            |                                                                                                   |
| —  | Vacante                | —   | 25 de julio de 2013      | —    | N/A                            | Campeonato vacante por razones desconocidas.                                                      |
| 49 | Eléctrico              | 1   | 13 de agosto de 2013     | 3042 | CMLL Cadena Tres               |                                                                                                   |
| 50 | Panterita del Ring Jr. | 1   | 11 de diciembre de 2021  | 529  | Sábados de Coliseo             |                                                                                                   |
| —  | Vacante                | —   | 24 de mayo de 2023       | —    | N/A                            | Debido a que Panterita dejó la división de peso ligero.                                           |
| 51 | Futuro                 | 1   | 30 de julio de 2023      | 422  | Domingo Familiar, Arena México |                                                                                                   |
| 52 | Rayo Metálico          | 1   | 27 de septiembre de 2024 | 173+ | Noche de Campeones 2024        | Fue la lucha estelar.                                                                             |

### Mayor cantidad de reinados
| Reinados | Luchador (es)                                                                                             |
| -------- | --- |
| 3 veces  | Rodolfo Ruiz                                                                                              |
| 2 veces  | Jack O'Brien, Dientes Hernández, Juan Díaz, Chanoc, Estrella Blanca, Tauro, Flama Azul y Guerrero Samurai |